# Tomislav Rukavina (football)
Pour les articles homonymes, voir Rukavina et Tomislav Rukavina.
Tomislav Rukavina est un footballeur international croate né le 14 octobre 1974 à Osijek, devenu entraîneur de football.

## Vie privée
Tomislav Rukavina est le père de Gabrijel Rukavina, lui aussi footballeur professionnel.

## Palmarès

### Avec leCroatia Zagreb
- Champion de Croatie en 1996, 1997, 1998, 1999 et 2000.
- Vainqueur de la Coupe de Croatie en 1996, 1997 et 1998.

### AvecHajduk Split
- Champion de Croatie en 2004 et 2005.